# لا تبكي يا حبيب العمر (فلم)
لا تبكي يا حبيب العمر هو فيلم مصري عرض عام 1979، بطولة فريد شوقي ونور الشريف وميرفت أمين، ومن إخراج أحمد يحيى.

## قصة الفيلم
تدور أحداث الفيلم في قالب اجتماعي من الإثارة والتشويق حول شاب يدعى «أحمد» (نور الشريف)، والذي يتفق مع خطيبته «ميرفت» ميرفت أمين على الزواج بعد الانتهاء من كلية الطب، ويقوم والده الدكتور «شوقي» (فريد شوقي) بعمل الفحوصات اللازمة لابنه ويكتشف أنه مصاب بورم في المخ، يبدأ الأب بإجراء العملية، ولكن يموت الابن أثناء العملية وينهار والده الذي لا يجد سوى الإدمان والقمار، حيث يتحول الأب الجراح إلى لاعب قمار، وفي إحدى ليالي القمار يختلف الأب مع زميله أثناء احتساء الخمر مما يدفع زميله لضربه بمطواة يسقط على أثرها، لكن تلاميذه ينقذونه وعندما يشفى يرجع لممارسة حياته الطبيعية.

## طاقم التمثيل
- فريد شوقي: (د. شوقي)
- نور الشريف: (د. أحمد شوقي)
- ميرفت أمين: (ميرفت)
- رجاء الجداوي: (ليلى)
- عبد الوارث عسر: (الشيخ عبد الله)
- أحمد الجزيري: (مدبولي التمرجي)
- محمد عناني: (محمد عبد الله)
- أحمد شوقي: (فتحي بك)
- أبو الفتوح عمارة: (لاعب القمار)
- سمير الملا: (د. صفوت)
- إبراهيم قدري
- رشوان مصطفى: (طبيب الأشعة)
- محمد أبو حشيش
- لويس يوسف
- سيد غنيم
- صالح الإسكندراني: (صالح)
- سامية سامي
- أحمد ماهر
- علي شكري

## فريق العمل
- إخراج: أحمد يحيى
- قصة: فريد شوقي
- سيناريو وحوار: فريد شوقي، أحمد يحيى
- مدير التصوير: سمير فرج
- مونتاج: رشيدة عبد السلام
- موسيقى تصويرية: جمال سلامة
- إنتاج: نيوستار فيلم (فريد شوقي)
- توزيع داخلي: نيوستار فيلم (فريد شوقي)
- توزيع خارجي: دولار فيلم

## وصلات خارجية
- مقالات تستعمل روابط فنية بلا صلة مع ويكي بيانات